# Международная валютная система
Международная валютная система (сокр. МВС) — совокупность организаций, правил, обычаев, договорённостей и инструментов, созданных для осуществления валютных отношений между странами.
Это система, обслуживающая платежи в рамках международных экономических операций. Бреттон-Вудская конференция (США), в которой участвовали 44 государства, была проведена в 1944 году. Её основная задача — производить валютную ликвидность (с помощью золотых резервов, сырья, финансовых активов какой-то одной страны, наднациональных финансовых активов и т. д.), для того, чтобы международная торговля — в частности, расчёты в разных национальных валютах — могла развиваться свободно.

## Этапы развития
| Критерий                               | Парижская валютная система с 1867 г.                                                       | Генуэзская валютная система с 1922 г.                                                      | Бреттон-Вудская валютная система с 1944 г.                                                 | Ямайская валютная система с 1976—1978 гг. | Европейская валютная система с 1979 г. (региональная) |
| -------------------------------------- | ------------------------------------------------------------------------------------------ | ------------------------------------------------------------------------------------------ | ------------------------------------------------------------------------------------------ | ----------------------------------------- | --- |
| База                                   | Золотомонетный стандарт                                                                    | Золотодевизный стандарт                                                                    | Золотодевизный стандарт                                                                    | Стандарт СДР                              | Стандарт ЭКЮ (1979—1988 гг.); евро (с 1999 г.) |
| Использование золота как мировых денег | Золотые паритеты; Золото как резервное платежное средство; Конвертируемость валют в золото | Золотые паритеты; Золото как резервное платежное средство; Конвертируемость валют в золото | Золотые паритеты; Золото как резервное платежное средство; Конвертируемость валют в золото | Официальная демонетизация золота          | Объединение 20 % официальных золотодолларовых резервов |
| Использование золота как мировых денег |                                                                                            |                                                                                            | Конвертируемость доллара США в золото по официальной цене                                  |                                           | Использование золота для частичного обеспечения эмиссии ЭКЮ, переоценка золотых резервов по рыночной цене                                                                  |
| Режим валютного курса                  | Свободно колеблющиеся курсы в пределах золотых точек                                       | Свободно колеблющиеся курсы без золотых точек (с 30-х годов)                               | Фиксированные паритеты и курсы (±075; ±1 %)                                                | Свободный выбор режима валютного курса    | Совместно плавающий валютный курс в пределах + 2,25, ± 15 % с августа 1993 г. («европейская валютная змея»), с 1999 г. только для 4 стран, не присоединившихся к зоне евро |
| Институциональная структура            | Конференция                                                                                | Конференция, совещания                                                                     | МВФ — орган межгосударственного валютного регулирования                                    | МВФ; совещания «в верхах»                 | Европейский фонд валютного сотрудничества (1979—1993 гг.); Европейский валютный институт (1994—1998 гг.); Европейский центральный банк (с 1 июля 1998 г.)                  |

## Функции МВС
Функции настоящей МВС, с более сложной структурой, чем у предыдущих, можно разделить на четыре основные и две производные:
- Основные:
  - Регулирование (выправлять реальные диспропорции, замеченные в платёжных балансах, которые влияют на отношения между валютами)
  - Ликвидность (определять резервные продукты, формы их создания и возможности их использования для покрытия диспропорций платёжных балансов)
  - Управление (распределять и следить за компетенциями, более или менее сосредоточенными на таких организациях как Международный валютный фонд и центральные банки отдельных стран).
  - Производить, таким образом, уверенность в стабильности системы.
- Производные или вторичные функции любой системы:
  - Назначать доходы от денежной эмиссии, разницы между издержками от эмиссии и стоимостью валюты.
  - Согласовывать режим валютного курса.

Возможно именно эта последняя функция (механизм, через который определяются обменные курсы) является наиболее оспариваемым и переменчивым фактором; в частности, в последние десятилетия обсуждение идёт вокруг трёх моделей: система колеблющихся обменных курсов, в которой стоимость каждой валюты определяется рыночными силами, система фиксированных обменных курсов и смешанная система управляемых курсов, в которой стоимость одних валют колеблется свободно, стоимость других определяется государством, а стоимость третьих зафиксирована по отношению к другой валюте или группе валют.

## Основы МВС
Можно сказать, что МВС начинает существовать с того момента, как двусторонние экономические отношения превращаются в структуру, не просто международную, но и зависимую от более или менее многосторонних соглашений и установлений. Поэтому во всех империях существовала какая-то примитивная форма МВС. В результате, некоторые античные императоры помышляли о введении одной единой, иногда даже всемирной, валюты. Около 800 г. Карл Великий ввёл в своей империи новую валютную систему (ливр, соль и денье) и намеревался распространить её на другие страны. Предшественником каролингской модели был император Диоклетиан. Но единственные валюты, которые приблизились к достижению этой цели ранее доллара США, были испанский серебряный пиастр и фунт стерлингов, на протяжении всего периода золотого стандарта, с середины XIX века по 1931, год, в который Лондон окончательно покинул систему всемирной валюты.
Необходимость МВС вытекает из того, что международные операции (торговля, переводы, инвестиции…) производятся с помощью разных национальных валют, привязанных к различным экономическим ситуациям соответствующих стран и степенью уверенности, которую каждая из них вырабатывает и которая отражается на соотношении цен или на валютных курсах. Операции между валютами, участвующими в расчётах этих финансовых или реальных сделок, происходят на валютном рынке. Различные курсы зависят от спроса и предложения на каждую валюту, которые, в свою очередь, регулируются разными центральными банками, ответственными за отдельные валюты. Спрос на валюту зависит от иностранцев, которые желают использовать её для покупки или вложения в экономику, в которой она используется, а предложение от национальных участников, желающих оперировать за границей. В экономике или подсистеме с официальными обменными курсами обесценение валюты называется девальвацией, а завышение ревальвацией.
Поэтому, помимо нескольких предшествующих попыток, скорее теоретических, чем практических, как вышеуказанные при римской, каролингской и испанской империях (достаточно напомнить, что в момент их апогея испанские имперские экономика и экспорт не достигали и 2 % современного уровня), необходимость МВС не стала очевидной пока не стали исполняться два условия: высокая степень интернационализации экономики и всеобщее использование бумажных денег. Оба ясно стали проявляться к 1870 г., когда начинает сокращаться использование товаров как платёжного средства и распространяются бумажные деньги. С этого момента распространяется мнение о том, что необходимы правила оценки разных валют и даже о том, что они должны быть независимы от правительственных решений которые на протяжении предыдущих столетий определяли национальные валютные системы и должна начать функционировать действительно международная система.

## История МВС
С 1870 по сегодняшний день сменились несколько организационных схем МВС, исходящих из шести функций, упомянутых во второй главе этой статьи. Их можно разделить на три вида, элементы каждого из которых наблюдаются во втором периоде: золотой стандарт (1880—1914 и 1925—1931), режим «плавающих» управляемых валютных курсов (1918—1925 и с 1973 по сей день) и Бреттон-Вудская система, институционно построенная вокруг МВФ и действенная с 1946 по 1973, хотя её основные учреждения и некоторые нормы продлевают своё существование до наших дней. Основные отличительные черты каждой модели состоят в большей или меньшей гибкости вытекающих валютных курсов, а также в корректировочном механизме, связанном с каждым из них, и в функционировании учреждений наблюдения и принятия решений.
В годы золотого стандарта (1870—1914 и 1925—1931) суть МВС состояла в использовании золотых монет как средства обмена, расчётной единицы и стоимостного депозита. Национальные центральные банки выпускали деньги в зависимости от своих золотых резервов, с фиксированным валютным курсом, так как их валюта выражала определённое количество золота, хотя, в свою очередь, могли устанавливаться обменные курсы с серебром или другими металлами. Изначально это создало диспропорции между странами, у которых было золото, и странами, у которых его не было, но со временем система отрегулировалась. Количество денег в обращении было ограничено количеством существующего золота. Вначале, система работала исправно: денежной массы было достаточно для оплаты международных операций, но по мере того, как развивались торговля и национальные экономики, её стало не хватать для выполнения всех платежей. Если экспорт страны превышал её импорт, она получала взамен золото (или валюты, обратимые в золото) и её резервы увеличивались, вызывая в то же время расширение объёма денежной массы в обращении. Рост количества денег в обращении автоматически корректировал диспропорцию стимулируя импорт товаров и вызывая инфляцию, что поднимало цены на национальные товары, сокращая экспорт. Если внешняя торговля страны была дефицитной, уменьшение золотых резервов вызывало сокращение денежной массы, снижая внутренний запрос на импортные товары и удешевляя национальную продукцию за границей. Но у системы были также серьёзные недостатки. Страна, чей внешний дефицит вызывал сокращение денежной массы, подвергалась и сильному сокращению своей экономической деятельности и распространению безработицы. Страны с активным сальдо могли продлевать своё привилегированное положение «стерилизуя золото», не позволяя, чтобы рост их резервов вызывал рост денежного обращения и инфляцию. Следовательно, основные страны отказались от золотого стандарта во время Первой мировой войны, чтобы финансировать часть своих военных расходов, печатая деньги. Вследствие войны рабочая сила и производственные мощности значительно сократились, что подняло цены. Всеобщее обращение к государственным расходам для финансирования вызвало инфляционные процессы, усугублённые увеличением предложения денежных средств. Возвращение к золотому стандарту усугубило ситуацию мирового спада. Хотя, в межвоенный период, с 1922, благодаря относительному возникновению (может, укреплению?) американской державы, наряду с золотом взяли на себя роль международных резервов как фунт так и доллар. Тем не менее, девальвации обоих и возвращение к протекционизму воспрепятствовали выживанию стандарта. В результате — финансовая нестабильность, безработица и международная экономическая дезинтеграция. К 1931 г. единственной валютой обратимой в золото для выполнения операций между центральными банками оставался доллар.
В 1944 году, при учреждении в Бреттон-Вудсе Международного валютного фонда (МВФ), был создан валютный стандарт доллар-золото, который до 1972 году служил почти как настоящая всеобщая валюта. Так это и предвосхитил мистер Уайт, представитель США в Бреттон-Вудсе, когда Джон Мейнард Кейнс представитель от Великобритании, защищал идею создания мирового эмиссионного банка (которым должен был стать сам МВФ), а также мировой валюты, которой он даже придумал имя — банкор. Ответ Мистера Уайта был резок: "Зачем создавать новую мировую валюту, когда у нас уже есть доллар? И зачем нам мировой банк, когда уже существует Федеральная Резервная Система? Тем не менее, были учреждены МВФ и Мировой Банк, первый для координации и контроля МВС, а второй — чтобы облегчать финансирование развития. Задача состояла в разработке МВС, способствующей полной занятости и стабильности цен во всех странах (их внутреннему и внешнему равновесию), не нанося при этом ущерб внешней торговле. Впоследствии появилась система фиксированных, но корректируемых, валютных курсов, с долларом в центре и ссылкой на золото, в которой государства были обязаны поддерживать валютный курс, хотя было разрешено изменять паритет в пределах 10 % без требования объяснений или возражений со стороны МВФ. Соединённые Штаты, которые определяли стоимость золота в долларах, обязывались покупать и продавать по этой цене столько золота, сколько им будет предложено или сколько будет от них запрошено. Остальные валюты устанавливали свои курсы по отношению к доллару. Национальные центральные банки, которые присоединились к изначальным 44, брали на себя обязательство вмешательства в валютные рынки для поддержки курса своих валют. Если закупки товаров одной страны превышали продажи, её экономика представляла более высокий спрос на иностранные валюты, чем иностранцы на её национальную валюту. Это давило в направлении обесценивания этой валюты и центральный банк был обязан вмешаться для предотвращения колебания курсов, продавая свои резервные валюты в обмен на свою валюту. Решение годилось только на короткий срок, учитывая ограниченность валютных резервов. Если причины дефицита по текущим статьям баланса оставались на длительный срок, страна была вынуждена девальвировать. Когда сомнения в стабильности валюты порождали ожидания девальвации (или ревальвации), предложение (или спрос) этой валюты на валютных рынках давило с такой силой, что принуждало к переоценке. А когда ожидания подтверждались, спекулянты получали обильную прибыль — система поощряла спекуляцию. Но ещё более тяжелой проблемой являлось то, что рост международной торговли требовал большие количества ликвидных средств, которые не могли продолжать быть в зависимости от США.
На самом деле, так как доллар являлся основным инструментом международной ликвидности, уже с пятидесятых и на протяжении шестидесятых стал проявляться недостаток ликвидных средств, и с 1969 был введён новый резервный инструмент: специальные права заимствования (СПЗ), эмитируемые МВФ. Но теперь проблема состояла в неравенстве прав и обязательств, что, вкупе с собственными американскими затруднениями (неурожаи, инфляционные последствия Вьетнамской войны, необходимость девальвации доллара, и т. д.), привело в 1971 к отмене обратимости доллара в золото, порождая корректировки валютного режима и ломая один из столпов МВС, зародившейся в Бреттон Вудсе. Формально доллар продержался как стандарт МВС ещё два года, пока, в 1973, не было разрешено свободное «плавание» валют на валютных рынках. Ситуация не изменилась с тех пор. Что произошло на протяжении следующих трёх десятилетий подтвердило неизбежность отказа от ссылки на золото и доллар, так как США впали в продолжительный дефицит по текущим статьям баланса, который превратил их в более крупного должника, чем все развивающиеся страны вместе взятые. Проблемы их платёжного баланса также привели к значительному росту их долга и — с начала 80-х гг. — эпизодам приостановок платежей, с последующими пересмотрами условий и неуплатами долгов. Но система выжила, благодаря последующим реформам МВФ и — особенно — тому, что США всегда находили достаточно кредита для поддержания своей экономической, технологической, культурной, военной и даже политической гегемонии. Сначала в европейских активах (в частности, немецких), позже — в японских, в 90-х гг. — когда обе предыдущие экономики также находились в затруднениях — через некоторые азиатские государства. К этой финансирующей работе присоединился Китай (около 800 миллиардов долларов в резерве) и с недавних пор Индия (почти 200 миллиардов долларов в резерве). Поэтому евро, иена, юань (чьей ревальвации безуспешно стараются добиться США уже немало лет), а теперь и индийская рупия подрывают гегемонию доллара.
Между тем, с установления бумажного стандарта в мире с 1970-х гг., реформы МВФ в МВС не ограничились введением СПЗ в 1969-м для поддержания фиксированных курсов. В 1975 были подписаны соглашения для повышения взносов в МВФ на 32,5 %, отмены цены на золото и переоценки золотых резервов. В 1978 году пришлось перейти с фиксированных валютных курсов на гибкие или многофакторные для полного изъятия из обращения золота, которое, таким образом, перестаёт быть резервным активом. А с 1992 года МВФ берёт на себя приостановление СПЗ стран, не выполняющих свои обязательства. Следовательно, МВФ, появившийся в основном для регулирования функционирования МВС и для поддержки бедных стран с проблемами платёжного баланса, реорганизовывался в зависимости от проблем каждого этапа: встречи новой ситуации, вытекающей из падения бреттон-вудской паритетной системы, нефтяных кризисов 70-х гг, долгового кризиса 80-х, потрясений на азиатских молодых рынках в 90-х, коллапса восточноевропейских государственных экономик, а сейчас — и проблем бедных стран, имеющих крупнейшие долги. На сегодняшний день в него входят 184 страны со взносами на сумму 312 миллиардов долларов, c невозмещёнными долгами на сумму 71 миллиард долларов в пользу 84 стран, из которых 59 получают кредиты на концессионных условиях. Несмотря на то, что многие голоса просят его упразднения, в некоторых из своих первоначальных функций он продолжает быть незаменим: развивать международное валютное сотрудничество, облегчать сбалансированный рост и развитие международной торговли, содействовать валютной стабильности, помогать установлению многосторонней системы платежей и предоставлять в распоряжение стран-членов с трудностями в платёжных балансах (с соответствующими гарантиями) ресурсы организации. Предпоследний президент МВФ, испанец Родриго Рато, предложил серию реформ для переориентирования консультирования членов, новые направления в работе наблюдения за выправлением диспропорций, улучшение функционирования в молодых экономиках (предотвращение и ответ на кризисы), больше эффективности в участии стран с низкими доходами и обновление правления самого МВФ, не забывая про усиление его возможностей.
Ещё неясно будет ли этого достаточно, а тем временем объём обмена валют помножится на 100 в 2020 г. и на 300 в 2035 г.. Обмен финансовых активов, выросший из 5 биллионов долларов в 1980 в 83 биллиона в 2000 году (в три раза больше ВВП ОЭСР), увеличится в ещё большей степени. Операции с облигациями государственных займов выросли за этот же самый интервал из 30 миллиардов в 8 биллионов долларов, а международные банковские кредиты из 24 биллионов в 50 биллионов в 2005. В заключение, без одной всеобщей валюты, которая могла бы стать долговременным решением для современной казино-экономики, огромный финансовый кризис будет угрожать мировому росту гораздо больше, чем на каком-либо предыдущем этапе развития. Уже в 1987 г. The Economist предлагал поэтапное создание валюты Феникс (мифологическая птица, вечно возрождающаяся из своего пепла), с курсом в узких пределах для стабилизации обмена валют пяти экономик, которые в следующих десятилетиях будут обладать схожими частями рынка: доллар, евро, иена, юань и рупия.